# Famille Fieschi
 (juillet 2024).
Si vous disposez d'ouvrages ou d'articles de référence ou si vous connaissez des sites web de qualité traitant du thème abordé ici, merci de compléter l'article en donnant les références utiles à sa vérifiabilité et en les liant à la section « Notes et références ».
Pour les articles homonymes, voir Fieschi (homonymie).

Armes des Fieschi

La famille Fieschi (ou Fiesque) est une famille patricienne de Gênes qui remonte aux premiers temps du Moyen Âge. Elle posséda d'abord en pleine souveraineté et à titre de comté la ville de Lavagna, située à l'est de Gênes, mais la céda à la République en 1198 en échange du droit de bourgeoisie et de noblesse.
Les Fieschi possédaient de nombreux fiefs dans la Ligurie, le Piémont, la Lombardie, l'Ombrie, et même dans le royaume de Naples. Ils ont donné à l'Église deux papes (Innocent IV et Adrien V), un grand nombre de cardinaux, de patriarches, d'évêques et d'archevêques.
On compte parmi eux plusieurs nobles du Saint-Empire, un maréchal de France sous Louis IX, plusieurs généraux, quatre amiraux.

## Descendances des Fieschi
La famille Fieschi d'Italie est agnatiquement considérée comme éteinte, mais elle survit néanmoins dans les princes de Belmonte, héritiers légitimes de la famille. On peut noter que dans certaines régions, le patronyme Fieschi reste présent, ce qui suggère que l'illustre famille comporte des rameaux ayant fait souche ou des branches naturelles. Néanmoins la première option paraît plus plausible, en effet, les Fieschi de Corse sont alliés plusieurs fois à l'illustre famille des Colonna d'Istria, Comte de Cinarca et Comte d'Istria appartenant à la postérité du prince romain Ugo Colonna.

## Personnalités
- Innocent IV
- Adrien V
- Luca Fieschi, cardinal, neveu du pape Adrien V
- Gian Luigi Fieschi
- Prince de Belmonte
- Nicolas Fieschi, cardinal
- Catherine de Gênes
- Béatrice Fieschi, Dame du Bourget épouse de Thomas II de Piémont
- Paul Fieschi, évêque de Toul
- Opizzo Fieschi, patriarche latin d'Antioche

### Sources
- Marie-Nicolas Bouillet  et Alexis Chassang (dir.), « Famille Fieschi » dans Dictionnaire universel d’histoire et de géographie, 1878 (lire sur Wikisource)